# Belleview Township
Pour l’article homonyme, voir Belleview.
Belleview Township est un township inactif, situé dans le comté de Washington, dans le Missouri, aux États-Unis,.
Le township est fondé au cours des années 1810 et baptisé initialement Bellevue Township.